# زبان نپالی
نپالی یک زبان هندوآریایی است که در نپال، بوتان و بخش‌هایی از هند و میانمار تکلم می‌شود. شمار گویشوران این زبان حدود ۳۰ میلیون برآورد می‌شود که ۲۲ میلیون نفرشان آن را در مقام زبان مادری تکلم می‌کنند.
نپالی زبان رسمی کشور نپال و زبان مادری حدود نیمی از اهالی این کشور است. همچنین یکی از ۲۳ زبان رسمی هندوستان است که در هشتمین پیوست قانون اساسی هند احصا شده‌اند. نپالی زبان رسمی استان سیکیم و منطقه دارجلینگ در بنگال غربی است. فرم نوشتاری این زبان از سده ۱۲ پدید آمد و با خط دِوَناگَری نوشته می‌شود.
شمار گویشوران این زبان در نپال در سرشماری سال ۲۰۰۱ ۱۱٬۰۵۳٬۲۵۵ نفر بوده‌است. تعداد نپالی‌زبان‌های بوتان در سال ۱۹۹۳ حدود ۱۵۶ هزار نفر بوده که بیشتر در جنوب بوتان زندگی می‌کنند و بسیاری از آن‌ها هندو یا مسیحی هستند.
نپالی در گذشته با نام‌های دیگری شناخته می‌شد؛ از جمله گورخالی، پارباتایا و خاسکورا
نپالی شباهت به زبان هندی دارد. اما وام‌واژه‌های کمتری از انگلیسی و فارسی وارد آن شده و کلمات سانسکریت بیشتری در آن به‌کار می‌رود.